# Bartimäus

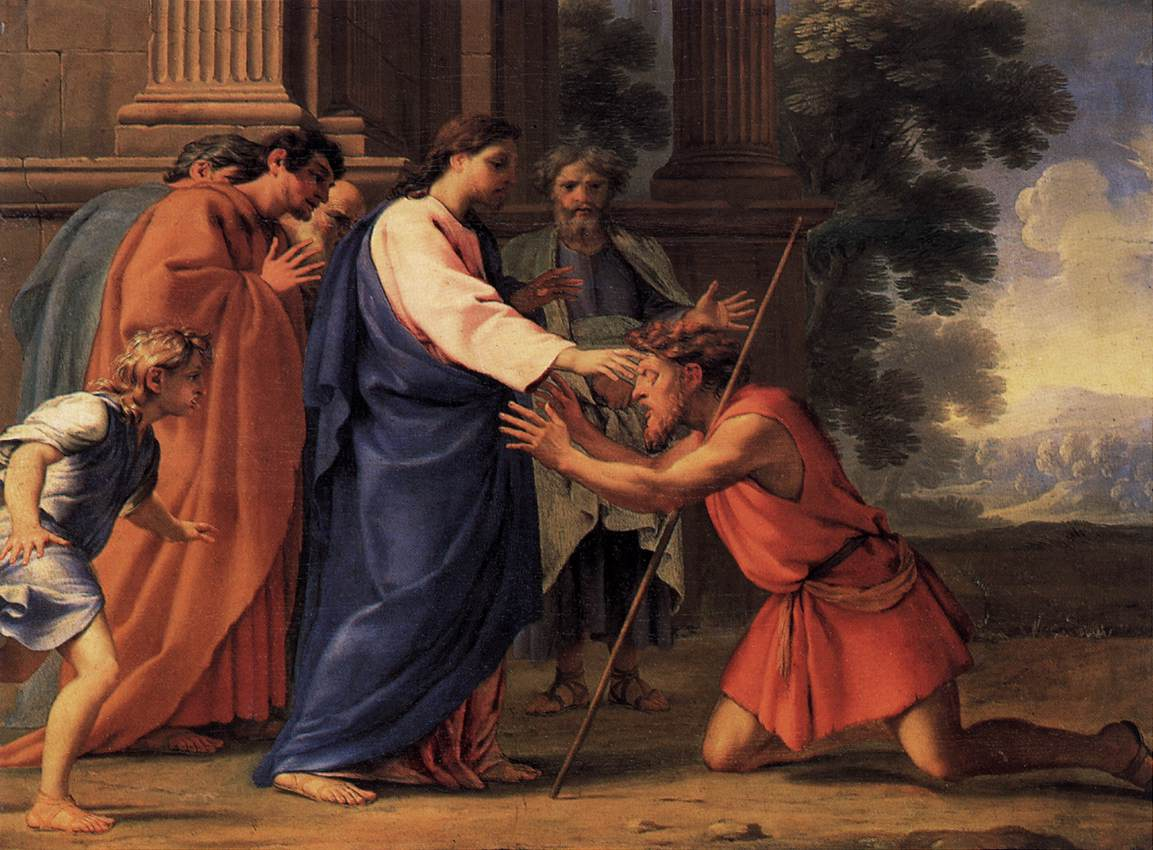
Jesus heilt den blinden Mann von Eustache Le Sueur (Gemälde aus den 1640er-Jahren)

Bartimäus war ein im Neuen Testament erwähnter blinder Bettler aus Jericho, den Jesus Christus wegen seines Glaubens heilte (Markus 10,46–52 ).
Im Evangelium nach Lukas 18,35-43  wird von der gleichen Begebenheit berichtet, und es ist ebenfalls von nur einem Blinden die Rede; im Evangelium nach Matthäus 20,30  dagegen werden zwei Blinde erwähnt.
Der Name Bartimäus wird nur im Markus-Evangelium genannt, gehört also zum markinischen Sondergut.
Der Name bedeutet auf Aramäisch „Sohn des Timaeus“.
Die Bartimäus-Geschichte ist eine von insgesamt sechs biblischen Blindenheilungsgeschichten und eine der beliebtesten Kinderbibelgeschichten. Nach Bartimäus wurden im Bereich der Evangelischen Kirche einige Kindergärten und Gemeindezentren benannt.
Theologisch ist die Heilung des Blindseins sekundär. Es geht hier vielmehr um den besonderen Glauben des Bartimäus, der Jesus als „Sohn Davids“ anspricht und damit als Messias bekennt.